# Ordem Suprema Militar do Templo de Jerusalém
A Ordem Soberana do Templo de Jerusalém (mais conhecida pela sigla OSMTJ e pela alcunha em inglês, Sovereign Military Order of the Temple of Jerusalem - SMOTJ), também conhecida como a Ordo Supremus Militaris Templi Hierosolymitani (OSMTH) é uma associação internacional de grandes Priorados nacionais autônomos, cujos objetivos são a preservação dos locais sagrados ao redor de Jerusalém; Trabalhos de Caridade; Lobby e Intervenções Diplomáticas. Nos tempos modernos, a Ordem existe como uma organização Cristã Ecumênica que foi fundada em 1804, baseada na tradição dos Cavaleiros Templários.
Em 2001, a Ordem foi credenciada pelo Conselho Econômico Social das Nações Unidas como uma Organização Não Governamental. A Ordem também é um membro associado do Internacional Peace Bureau (fundado pelo mesmo criador do Prêmio Nobel, Alfred Nobel, em 1891), e uma organização filiada do Centro Internacional para Religião e Diplomacia (International Center for Religion and Diplomacy).
A figura central por trás da ressurreição da ordem foi Bernard-Raymond Fabre-Palaprat, um médico francês que tomou interesse genuíno na história dos Templários. Em 1805, ele reorganizou a Ordem Templária e proclamou a si mesmo Grão-Mestre. Esta nova organização foi amplamente aceita na subcultura ocultista e até mesmo Napoleão mostrou interesse nela. Em 1942, após a morte de Fabre-Palaprat, Antônio Campello Pinto de Sousa Fontes foi eleito "Regente" da OSMTH. Ele abriu Priorados em países ocidentais, permitindo que o movimento se espalhasse.

## Leitura suplementar
- Chev. Leo Thys, KCTJ. "History of the Order of the Temple of Jerusalem: From 1118 to 2005", ISBN 90-901931-7-0
- Stephen Howarth. The Knights Templar, 1991. ISBN 978-0-88029-663-2